# 1945 w polityce

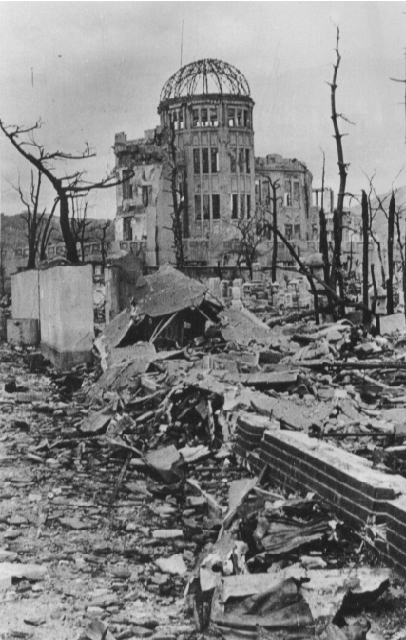
Ocalały po eksplozji atomowej budynek w Hiroszimie

Wydarzenia polityczne w 1945 roku.

## Styczeń
- 17 stycznia – wyzwolenie Warszawy[1].
- 18 stycznia – wyzwolenie Krakowa[2].
- 19 stycznia – Leopold Okulicki podjął decyzję o rozwiązaniu Armii Krajowej[3].
- 28 stycznia – urodził się Alessandro Bianchi, włoski polityk[4].

## Luty
- 4–11 lutego – odbyła się konferencja jałtańska, czyli spotkanie przywódców koalicji antyhitlerowskiej (tzw. wielkiej trójki) – prezydenta USA Franklina Delano Roosevelta, premiera Wielkiej Brytanii Winstona Churchilla i przywódcy ZSRR Józefa Stalina[3].

## Kwiecień
- 12 kwietnia – w wyniku śmierci Franklina Delano Roosevelta urząd prezydenta Stanów Zjednoczonych objął dotychczasowy wicepremier Harry Truman[3].
- 21 kwietnia – w Moskwie podpisano na 20 lat układ o przyjaźni, pomocy wzajemnej i współpracy powojennej pomiędzy Związkiem Radzieckim a Polską[3].
- 30 kwietnia – zmarł Adolf Hitler[5].

## Maj
- 7 maja – Kapitulacja Trzeciej Rzeszy w kwaterze głównej amerykańskiego generała Dwighta Eisenhowera w Reims[6].
- 8 maja – w Berlinie feldmarszałek Wilhelm Keitel, admirał Hans-Georg von Friedeburg oraz dowódca Luftwaffe generał Hans-Jürgen Stumpff podpisali akt bezwarunkowej kapitulacji Niemiec w kwaterze radzieckiego dowódcy marszałka Gieorgija Żukowa[3].

## Czerwiec
- 5 czerwca – dowódcy sił sprzymierzonych w Niemczech (generał Dwight Eisenhower (USA), marszałek Gieorgij Żukow (ZSRR), marszałek Bernard Law Montgomery (Wielka Brytania), generał Jean de Lattre de Tassigny (Francja)) zawarli porozumienie w sprawie podziału Niemiec i Berlina[3].
- 19 czerwca – urodził się Radovan Karadžić, serbski polityk skazany za zbrodnie wojenne przez Międzynarodowy Trybunał w Hadze[7].
- 26 czerwca – w San Francisco podpisana została Karta Narodów Zjednoczonych[3].

## Sierpień
- 2 sierpnia – zakończyła się konferencja poczdamska[3].
- 6 sierpnia – Amerykanie zrzucili bombę atomową na Hiroszimę; symbolicznie rozpoczęła się era polityki wspomaganej zagrożeniem atomowym[8].
- 9 sierpnia – Amerykanie zrzucili bombę atomową na Nagasaki[8].
- 22 sierpnia – powstało Polskie Stronnictwo Ludowe. Na jej czele stanął Wincenty Witos[3].

## Wrzesień
- 2 września – podpisano kapitulację Japonii[9].
- 2 września - w Hanoi Ho Chi Minh proklamował niepodległość Demokratycznej Republiki Wietnamu[10].

## Październik
- 31 października – w Krakowie zmarł Wincenty Witos, przywódca ruchu ludowego, trzykrotny premier Polski, jeden z przywódców Centrolewu, więzień brzeski[11].

## Grudzień
- 10 grudnia – Pokojową Nagrodę Nobla otrzymał Cordell Hull[3].